# Albrecht Ritschl
Albrecht Benjamin Ritschl, född 25 mars 1822 i Berlin, död 20 mars 1889 i Göttingen, var en tysk evangelisk liberalteolog som var professor i Bonn och Göttingen.

## Biografi
Ritschl var son till Carl Ritschl, far till Otto Ritschl och räknas som kulturprotestantismens främste företrädare.
Han påvisade den både religiösa och etiska betydelsen av den kristna tron genom att koppla sin undervisning om Bibeln och den protestantiska reformationen till aspekter på modern kunskap. De flesta resultaten av hans arbete presenteras i Die Christliche Lehre von der Rechtfertigung unde Versöhnung, 3 volymer (1870-74). Till hans svenska anhängare räknas bland andra Fredrik Fehr och Emanuel Linderholm.